# ركن (شعر)
الركن عند أهل العروض هو اللفظ المركب من الأسباب والأوتاد كفعولن ومفاعيلن ونحوهما. ويسمى بالجزء.
الركن السالم ويسمى بالمعرى، هو الجزء السالم من الزيادة، أي الذي لا زحاف فيه، وخلافه الركن غير السالم.

## وصلات خارجية
- The Book of the Thousand Nights and a Night, Volume 10